# Kertabayang
Kertabayang is een bestuurslaag in het regentschap Ogan Ilir van de provincie Zuid-Sumatra, Indonesië. Kertabayang telt 684 inwoners (volkstelling 2010).